# A hetedik nap (album)
A hetedik nap az Omen zenekar nyolcadik nagylemeze, hatodik stúdióalbuma. Ez volt a zenekar második sorlemeze a 2003-as újraalakulás után. Az ezt megelőző Tiszta szívvel lemez nem részesült jó fogadtatásban, részben az énekes Pintér "Oki" Zoltán alkalmatlansága miatt. Oki távozása után az új énekes Gubás Tibor lett, akinek közreműködése a 2004-es Best of-on volt először hallható Az isten bajsza meg című dalban. A hetedik nap, elődjével ellentétben jó kritikát kapott, és a lemez sikerén felbuzdulva az Omen újra felvette és kiadta a Tiszta szívvel című lemezt, Agymosás néven. A hetedik nap album szövegeit ismét az a Horváth Attila írta, aki a zenekar legnagyobb slágereit is írta a '90-es években.

## Az album dalai
1. A hetedik nap – 3:29
2. Sokkból sok – 3:48
3. Visszük a súlyt – 4:27
4. Jobban kell majd szeretnem – 4:44
5. Kiveszem az agyad – 3:23
6. Testvérem voltál – 5:33
7. Repülj csak szabadon – 4:24
8. Nincs replay – 2:59
9. Tiltsák már be a szerelmet – 4:12
10. Magas vagyok – 4:08
11. Kérdések nélkül – 3:25

A dalok szövegét Horváth Attila írta.

## Közreműködők
- Gubás Tibor – ének
- Nagyfi László – gitár
- Daczi Zsolt – gitár
- Vörös Gábor – basszusgitár
- Nagyfi Zoltán – dob